# Wangnicken (Kreis Heiligenbeil)
Wangnicken war ein Ort im Kreis Heiligenbeil in Ostpreußen. Seine Ortsstelle gehört heute zum Gebiet des Stadtkreises Mamonowo (Heiligenbeil) in der Oblast Kaliningrad der Russischen Föderation.

## Geographische Lage
Die Ortsstelle Wangnickens liegt im südlichen Westen der Oblast Kaliningrad (Gebiet Königsberg (Preußen)), sechs Kilometer nördlich der Stadt Mamonowo (Heiligenbeil).

## Geschichte
Um 1400 wurde das Dorf Doryngehoue, auch Wangeniken, erstmals erwähnt. Nach 1407 wurde es Waygikamen, nach 1468 Wangenick, vor 1785 Kuntzke und um 1785 bis 1945 Wangnicken genannt.
Als Landgemeinde wurde Wangnicken im Jahre 1874 in den neu gebildeten Amtsbezirk Stuthenen im ostpreußischen Kreis Preußisch Eylau aufgenommen. Im Jahre 1910 zählte Wangnicken 35 Einwohner.
Am 30. September 1928 schloss sich Wangnicken mit den Nachbargutsbezirken Romansgut, Keimkallen und Newecken (russisch Timirjasewo) zur neuen Landgemeinde Wangnicken zusammen. Am 12. Juli 1929 wurden Wangnicken und Romansgut in den Amtsbezirk Keimkallen umgegliedert, der am 13. September 1929 in „Amtsbezirk Schirten“ (russisch Potjomkino) umbenannt wurde. Die Einwohnerzahl Wangnickens belief sich im Jahre 1933 auf 334, im Jahre 1939 auf 343.
Im Jahre 1945 wurde das nördliche Ostpreußen in Kriegsfolge an die Sowjetunion abgetreten. Seither fehlt von Wangnicken jede Spur und eben auch eine russische Namensform. Der Ort wurde wohl nicht mehr besiedelt und gilt heute als untergegangen. Seine Ortsstelle liegt ganz im Norden des Mamonowski gorodskoi okrug (Stadtkreis Heiligenbeil) in der russischen Oblast Kaliningrad (Gebiet Königsberg (Preußen)).

## Religion
Wangnicken war bis 1945 in das Kirchspiel der evangelischen Kirche Heiligenbeil in der Kirchenprovinz Ostpreußen der Kirche der Altpreußischen Union eingegliedert.

## Verkehr
Die kaum noch erkennbare Ortsstelle Wangnickens liegt südlich der Regionalstraße 27A-020 (ehemalige russische A 194 und E 28, frühere deutsche Reichsstraße 1) an einer Nebenstraße, die von Wesjoloje (Balga) über Snamenka (Groß Hoppenbruch) nach Bogdanowka (Kaliningrad) (Gnadenthal) führt.
Groß Hoppenbruch war vor 1945 – wie Snamenka es heute ist – die nächste Bahnstation an der Bahnstrecke Mamonowo–Kaliningrad, die einst von Berlin über Königsberg bis nach Eydtkau verlief.